# Port lotniczy Tulcan
Port lotniczy Tulcan – międzynarodowy port lotniczy położony w Tulcan. Jest on trzecim co do wielkości portem lotniczym Ekwadoru.

## Linie lotnicze i połączenia
- TAME (Cali, Quito)